# دانيال ديفيدسون
دانيال ديفيدسون (بالإنجليزية: Daniel Davidson)‏ هو لاعب كرة قاعدة أمريكي، ولد في 21 نوفمبر 1983 في بنما سيتي في الولايات المتحدة.

## وصلات خارجية
- دانيال ديفيدسون على موقعبيزبول رفرنس.كوم (الدوري الرئيسي) (الإنجليزية)
- دانيال ديفيدسون على موقعبيزبول رفرنس.كوم (الدوري الثانوي) (الإنجليزية)